# Ильинка (Тыва)
Ильинка — село в Каа-Хемском кожууне Республики Тыва. Административный центр и единственный населённый пункт Ильинского сумона.

## История
Основано в 1918 году русскими переселенцами. Названо по православному празднику Илии Пророка. В 1948 году образован колхоз «Победа», в 1977 года реорганизован в совхоз имени XXV съезда КПСС.

## География
Село находится у р. Сой. В нескольких километрах от селе проходит административная граница с Тандинским районом.
Уличная сеть
Переулок, Колхозный пер., Кооперативный пер., Механизаторский пер., Почтовый пер., Степной пер., ул. Заречная, ул. Мира, ул. Подгорная, ул. Степная, ул. Юбилейная.
К селу административно относятся местечки (населённые пункты без статуса поселения) м. Доора-Мес (Шивилиг), м. Ишкендер, м. Кузег-Шат, м. Кульстан, м. Маймазын, м. Шагларик, м. Эргектээр.
Географическое положение
Расстояние до:
районного центра Сарыг-Сеп: 42 км.
областного центра Кызыл: 99 км.
Ближайшие населенные пункты
Бурен-Бай-Хаак 15 км, Владимировка 17 км, Сой 21 км, Авыйган 24 км, Балгазын 25 км, Бельбей 28 км, Кызыл-Арыг (Кызларик) 28 км, Шамбалыг 30 км

## Население
| 2002 | 2010 | 2011 | 2012 | 2013 | 2014 | 2015 |
| ---- | ---- | ---- | ---- | ---- | ---- | ---- |
| 938  | ↘836 | →836 | ↘823 | ↘818 | ↗819 | ↘816 |
| 2016 | 2017 | 2018 | 2019 | 2020 | 2021 |      |
| ↗817 | ↘812 | ↗813 | ↗828 | ↘826 | ↗827 |      |

## Инфраструктура
отделение почтовой связи села Ильинка
Администрация села Ильинка
Администрация Ильинского сумона